# Hydraulisk gradient
Hydraulisk gradient är skillnaden i vattenpotential mellan två godtyckliga punkter dividerat med avståndet mellan punkterna. Hydraulisk gradient ingår som en viktig komponent i bland annat Darcys lag och Darcy-Weisbachs ekvation. Hydraulisk gradient kallas ibland för fall. 